# Giuseppe Sassatelli
Giuseppe Sassatelli (Pianoro, 19 aprile 1947) è un etruscologo e archeologo italiano, specializzato nella storia dell'Etruria padana. Dal 2017 è presidente dell'Istituto Nazionale di Studi Etruschi ed Italici.

## Biografia
Nato a Pianoro in provincia di Bologna, Giuseppe Sassatelli si è laureato all'Università di Bologna nel 1970 con una tesi in etruscologia e archeologia italiana. Nel 1976 ha conseguito il diploma di specializzazione in archeologia. Dopo diversi anni di ricerca su borse di studio e contratti a tempo determinato, è stato ricercatore dal 1981 al 1987, professore associato dal 1987 al 1994 e, dal 1994 al pensionamento, professore ordinario di etruscologia e antichità all'Università di Bologna fino al 1º novembre 2017.
È stato membro del collegio docenti della Scuola di Dottorato in Scienze Archeologiche dell’Università di Padova e del Collegio di Dottorato in Storia Culture e Civiltà dell’Università di Bologna. Professeur Invité all’École Normale Supérieure di Parigi, ha inoltre collaborato con diverse università Europee. Oltre Parigi, anche l'università di Tübingen, l'Università Ludwig Maximilian di Monaco, e quella di Copenaghen.
È membro dell'Accademia delle Scienze e dell’Accademia di Belle Arti di Bologna e membro corrispondente dell'Istituto Archeologico Germanico. Dal 2017 è presidente dell'Istituto Nazionale di Studi Etruschi ed Italici. Ed è inoltre presidente della Fondazione Ravenna Antica.

## Pubblicazioni
- L'Etruria Padana e il commercio dei marmi nel V secolo, in «Studi Etruschi» XLV, 1977, pp.109-147.
- Corpus Speculorun Etruscorum, Italia l (Bologna, Museo Civico I), e Italia l (Bologna Museo Civico II), Roma 1981.
- Graffiti alfabetici e contrassegni nel villanoviano bolognese. Nuovi dati sulla diffusione dell'alfabeto in Etruria Padana, in «Emilia Preromana» 9-10, 1981-1982 (ed. 1984), pp. 147-255.
- Topografia e "sistemazione monumentale" delle necropoli felsinee, in La formazione della città preromana in Emilia Romagna (Atti del Convegno, Bologna 1985), Bologna 1987, pp.197-259.
- Problemi cronologici delle stele felsinee alla luce dei rispettivi corredi tombali, in Atti del II Congresso Internazionale Etrusco (Firenze 1985), Roma 1989, pp. 927-949.
- La situazione in Etruria Padana, in Crise et transformation des Sociétés archaïques de l'Italie antique au V siècle av J.C. (Table Ronde, Rome 19-21 novembre 1987), Rome 1990, pp. 51-100.
- Nuovi dati epigrafici da Marzabotto e il ruolo delle comunità locali nella "fondazione" della città, in «Archeologia Classica» XLIII, 1991 (Miscellanea Etrusca e Italica in onore di Massimo Pallottino), pp. 693-715.
- Culti e riti in Etruria Padana: qualche considerazione, in Gilda Bartoloni (a cura di), Anathema: regime delle offerte e vita dei santuari nel Mediterraneo Antico (Atti del Convegno Internazionale, Roma 1989), «Scienze dell'Antichità. Storia Archeologia Antropologia» 3-4, 1989-1990 (ed. 1992), pp. 599-617.
- Spina nelle immagini etrusche. Eracle, Dedalo e il problema dell'acquae La funzione economica e produttiva: merci, scambi, artigianato, in F. Berti, P.G. Guzzo (a cura di), Spina. Storia di una città tra Greci ed Etruschi (Catalogo della Mostra, Ferrara 1993-1994), Ferrara 1993, pp.115-128 e pp. 179-217.
- Iscrizioni e graffiti della città etrusca di Marzabotto, Bologna-Imola 1994.
- L’alimentation des Etrusques, in J.L. Flandrin, M. Montanari (a cura di), Histoire de l’alimentation, Paris 1996, pp. 183-195.
- Verucchio, centro etrusco di “frontiera”, in «Ocnus» IV, 1996, pp. 247-268.
- Gli Etruschi e la loro economia, in V. Castronovo (a cura di), Storia dell’economia mondiale. 1. Dall’Antichità al Medioevo, Bari 1996, pp. 99-116.
- Nuovi dati epigrafici e il ruolo degli Etruschi nei rapporti con l’Italia nord-orientale, in Protostoria e storia del "Venetorum angulus"(Atti del XX Convegno di studi etruschi ed italici, Portogruaro-Quarto d'Altino-Este-Adria, 16-19 ottobre 1996), Pisa-Roma 1999, pp. 453-474.
- avec A. Donati (a cura di), Storia di Bologna, 1. Bologna nell'antichità, Bologna 2005.
- Gli Etruschi nella Valle del Po. Riflessioni, problemi e prospettive di ricerca, in «Annali della Fondazione per il Museo Claudio Faina» 15, 2008, pp. 71-114.
- Die Beziehungen zwischen dem Mittelmeerraum and Europa. Die Rolle der Etrusker, in R. Gebhard, F. Marzatico, P. Gleirscher (a cura di), Im Licht des Südens, (Catalogo della Mostra, München 2011), München 2011, pp. 105-115.
- L’arte delle situle, in M. Gamba, G. Gambacurta, A. RutaSerafini, V. Tiné, F. Veronese (a cura di), Venetkens. Viaggio nella terra dei Veneti antichi (Catalogo della Mostra, Padova 2013), Venezia 2013, pp. 99-105.
- avec G.M. Della Fina, Gli Etruschi, Milano 2013.
- Etruschi, Veneti e Celti in area padana. Relazioni culturali e mobilità individuale, in «Annali della Fondazione per il Museo Claudio Faina» XXI, Roma 2013, pp. 397-427.
- Statuaria in pietra tra Etruschi e Celti, in L'indagine e la rima. Scritti per Lorenzo Braccesi, Roma 2014, pp. 1225-1241.
- Archeologia e preistoria alle origini della nostra disciplina: il congresso di Bologna del 1871 e i suoi protagonisti, Bologna 2015.
- La città e il sacro in Etruria padana: riti di fondazione, culti e assetti urbanistico-istituzionali, in E. Govi (a cura di), La città etrusca e il sacro. Santuari e istituzioni politiche (Atti del Convegno, Bologna 21-23 gennaio 2016), Bologna 2017, pp. 181-204.
- „… die Heimat von Städten”. Die Entwicklung der etruskischen Stadtstaaten, in Die Etrusker. Welkultur im antiken italien (Sonderaustellung im Badischen Landesmuseum Karlsruhe, 2017-2018), Darmstadt 2017, pp. 160-168.
- Etruschi e Italici nell’Italia settentrionale: rapporti culturali e mobilità individuale, in Etruskische Sozialgeschichte revisited (2. Internationale Tagungder Sektion “Wien-Österreich” des Istituto Nazionale di Studi Etruschi ed Italici, Wien 8-10 Juni 2016), Wien 2017.